# محمد منذر لطفي
محمد منذر بن مصطفى لطفي (5 فبراير 1935) شاعر وطيار عسكري سابق سوري. ولد في مدينة حماة ودرس فيها، ثم حصل على شهادة أهلية التعليم ومارس التعليم مدّة، ثم انتسب إلى الكلية الجويّة العسكرية، وتخرّج بها ضابطًا طيّارًا في 1956. حصل على ماجستير في العلوم السياسية ثم دكتوراه في العلوم العسكرية اختصاص طيران. عمل كضابط طيار لمدة 20 عاماً في القوات الجوية العربية السورية. أحيل إلى التقاعد لأسباب صحيّة في 1972، وكان برتبة عقيد ركن. هو عضو باتحاد الكتاب العرب منذ 1974 وعمل رئيسًا لفرع الاتحاد في حماة لمدة أحد عشر عاماً. له دواوين شعرية عديدة ومجموعات ومسرحيات شعرية للأطفال.

## سيرته
ولد محمد منذر بن مصطفى لطفي في 5 فبراير 1935/ 2 ذي القعدة 1353 في مدينة حماة ونشأ ودرس فيها، فحصل على شهادة أهلية التعليم وعيّنت مدرّساً لمادّة اللغة العربيّة في مدينة دير الزور لمدّة عام، ثم انتسب إلى الكلية الحربية السورية عام 1954، وتخرّج بها في 1956 برتبة ملازم طيّار. أحيل إلى التقاعد لأسباب صحيّة في 1972، وكان برتبة عقيد ركن، بسبب نقص الرؤية. هو عضو باتحاد الكتاب العرب منذ 1974 وعمل رئيسًا فرع الاتحاد في حماة.

## شعره
صرّح بأنه معجب منذ بداية نظمه للشعر «بالأسلوب الرومانسي وبأسلوب السهل الممتنع» ومن حيث الموضوعات للمرأة والطبيعة والوطن والإنسان حضور بارز في شعره.

## حياته الشخصية
تزوج أولًا بأمرأة سورية من أصل شركسية اسمها نوال في نهاية عام 1958. انجب منها بولدين وابنتين هما تمام وأنس وابنتين هما سماح وتغريد، وفي عام 1970 أصيبت بمرض في القلب وضغط مرتفع في الدم مع ارتفاع السكر. توفيت في منتصف عام 1999 عن عمر يناهز 63 عاماً. ثم تزوج ثانيًا بالشاعرة مروة حلاوة في نهاية عام 1999. 

## جوائزه
- 1968: جائزة وزارة الثقافة السورية عن نشيد المعلم العربي ـ الفلاح، المركز الأول
- 1979: جائزة اتّحاد الكتّاب العرب، مجلة الموقف الأدبي، لمركز الأول
- 1996: جائزة المركز الياباني للتعاون الأكاديمي بجامعة حلب، المركز الأول
- 1993: جائزة القدس الشعرية المستشارية الثقافية الإيرانية بدمشق، المركز الأول.
- 1999: جائزة عكاظ الأدبية في محافظة ادلب.
- 2004: جائزة وزارة الثقافة للمجموعة الشعرية للأطفال، المركز الثاني.
- 2004: جائزة البردة الثانية، وزارة الثقافة والإعلام في أبو ظبي.
- 2004: جائزة أنجال الشيخ هزاع بن زايد آل نهيان لثقافة الطفل العربي.[2]

## مؤلفاته
من دواوينه الشعرية:
- أغنية إلى حبيبي، 1962
- من أغاني المطر، 1968
- بابل والضوء الجديد، 1970
- حوار مع المهدي المتظر، 1975
- أمطار الربيع الدافئة، 1976
- الموت في شباب النهار، 1979
- مرافعة بين يدي عمرو بن كلثوم، 1980
- المتنبي وبعض القضايا المعاصرة، 1980
- عزف منفرد لزهرة المدائن، 1990
- جميلة.. هي.. الحياة، 1993.
- تداعيات بين يدي أبي العلاء المعري، 1994
- قصائد للوطن.. والحب.. والإنسان، 2003
- الدخول إلى مملكة الحبّ، 2006
- قمر العاصي، 2018

وله للأطفال:
- الشباب العائد،مسرحية شعرية، 1980.
- من رأى العمال..؟،مجموعة شعرية، 1982.
- الحقل السعيد،مسرحية شعرية، 1984.
- وسام المحبة،مسرحية شعرية، 1988.
- القمر يغني للأطفال، مجموعة شعرية، 1991.
- أغنيات الفصول الأربعة،مجموعة شعرية، 1999.

## وصلات خارجية
- في موقع أرشيف المجلات